# Bruno Grajek
Bruno Kilian Grajek, także Bronisław Grajek, ps. „Gärtner” (ur. 30 marca 1899 w Berlinie, zm. 19 lutego 1985 w Londynie) – major saperów Wojska Polskiego, oficer Oddziału II Sztabu Generalnego i Polskich Sił Zbrojnych, po wojnie przez władze emigracyjne mianowany podpułkownikiem.

## Życiorys
Urodził się 30 marca 1899 roku w Berlinie, w dzielnicy Spandau. Był synem siodlarza Michała Grajka i Stanisławy z domu Genga. Edukację, do egzaminu dojrzałości włącznie, odbył w Berlinie. 15 czerwca 1917 roku, wkrótce po zdaniu matury, został wcielony do niemieckiego wojska i przydzielony do 5 baonu saperów gwardii w Berlinie. Po przeszkoleniu trafił 10 stycznia następnego roku na front zachodni, gdzie już 21 marca został ranny. Odesłany do szpitala w Berlinie, zapisał się w tym czasie na studia architektoniczne na Politechnice w Charlottenburgu. W grudniu powrócił z Berlina, do swojej jednostki.
Na wieść o wybuchu powstania w Wielkopolsce 4 stycznia 1919 roku zbiegł z jednostki i dotarł do Wielkopolski, gdzie zgłosił się do I batalionu saperów wielkopolskich. Jako żołnierz wojsk wielkopolskich brał udział w walkach pod Jutrosinem i Czarnkowem oraz w zdobywaniu Bydgoszczy i Fordonu. W Bydgoszczy poznał wówczas swoją przyszłą żonę, Marię Kryger, którą poślubił w 1926 roku. W początkowym okresie niepodległości używał bardziej polsko brzmiącego imienia Bronisław.
15 października 1919 roku zdał egzaminy oficerskie i następnego dnia otrzymał nominację na podporucznika, którą podpisał osobiście wizytujący wówczas Poznań marsz. Józef Piłsudski. Wkrótce potem został wysłany na front walk przeciw bolszewikom. Jako podporucznik XV batalionu saperów brał udział w wyprawie kijowskiej oraz walkach na froncie litewsko-białoruskim, pozostając w służbie frontowej nieustannie aż do rozejmu z końca 1920 roku. Do macierzystej jednostki w Poznaniu powrócił 8 grudnia. Za walki pod Wołkowyskiem został odznaczony Krzyżem Walecznych, a za postawę w czasie walk o Kijów Orderem Virtuti Militari V klasy.
3 maja 1922 roku został zweryfikowany w stopniu porucznika ze starszeństwem z dniem 1 czerwca 1919 roku i 110. lokatą w korpusie oficerów inżynierii i saperów. W okresie pokoju służył kolejno w 8 pułku saperów w Toruniu, Przemyślu i Poznaniu, po czym w 1932 roku opuścił armię z powodu wybrania go przez Radę Miejską Krzywinia na burmistrza. Z powodu niezatwierdzenia tej decyzji przez wojewodę poznańskiego powrócił jednak 6 marca 1934 roku do czynnej służby i został skierowany do garnizonu w Wilnie.
W 1936 roku trafił do Oddziału II Sztabu Generalnego Wojska Polskiego i 7 grudnia 1936 roku przeprowadził się z żoną Marią do Wrocławia, gdzie objął stanowisko w miejscowym polskim konsulacie, zastępując jako przedstawiciel wywiadu kpt. Szczęsnego Choynackiego. W celu zachowania pozorów normalnej pracy odbył rutynową praktykę we wszystkich wydziałach konsulatu, po czym skierowano go na jawne stanowisko referenta prasowego i na stanowisko w wydziale opiekującym się polskimi emigrantami. Dzięki pracy w wydziale ds. emigrantów miał możliwość częstych, oficjalnych wyjazdów na teren całego Dolnego Śląska, do licznych skupisk polskich robotników, głównie rolnych.
Jego głównym zadaniem, które podjął dwa miesiące po przyjeździe do Wrocławia, była organizacja ekspozytury polskiego wywiadu, placówki „Adrian”. Grajek szybko podjął działania mające przygotować placówkę wywiadowczą w konsulacie pod względem technicznym oraz w zakresie łączności z centralą wywiadu w Warszawie; podjął także działania zmierzające do pozyskania siatki informatorów. W celu pozyskiwania danych nawiązał szerokie kontakty towarzyskie w handlowych, politycznych, artystycznych i naukowych kręgach Wrocławia, rozwijał też współpracę z zamieszkującymi niemiecki Śląsk Polakami.
Zorganizowana przez niego na początku 1937 roku placówka działała nieprzerwanie aż do końca sierpnia 1939 roku, co świadczy o jej dobrej organizacji i zakonspirowaniu, gdyż podobne placówki w innych miastach Niemiec często były likwidowane ze względu na rozpracowanie przez niemiecki kontrwywiad. Jednym z najważniejszych sukcesów kierowanej przez Grajka placówki było zwerbowanie kolejarza polskiego pochodzenia z Żagania, którego meldunki o transportach wojskowych przechodzących latem 1939 roku przez węzeł kolejowy w Żaganiu pozwoliły na identyfikację 90% jednostek skierowanych na Śląsk w ramach przygotowań do ataku na Polskę (Grupa Armii Południe).
Wobec zagrożenia aresztowaniem 20 sierpnia 1939 roku wyjechał do Polski. Po klęsce wrześniowej służył w Wojsku Polskim we Francji, a następnie w Wielkiej Brytanii. Początkowo pracował w Sztabie Naczelnego Wodza, z czasem przeniesiono go do 2 Korpusu we Włoszech.
Po wojnie był urzędnikiem bankowym w Londynie, tam też mieszkał do śmierci. Zmarł 19 lutego 1985 roku w Londynie.

## Awanse
- saper – 1917;
- starszy saper – 30 stycznia 1919;;
- kapral – 5 lipca 1919;
- plutonowy – 12 września 1919;
- podporucznik – 16 października 1919;
- porucznik – maj 1922;
- kapitan – 1924;
- major – ze starszeństwem z dniem 19 marca 1939 roku i 1. lokatą w korpusie oficerów saperów[5];
- podpułkownik – okres powojenny, awansowany przez władze emigracyjne[2].

## Ordery i odznaczenia
- Krzyż Srebrny Orderu Virtuti Militari (1922)
- Krzyż Walecznych (1921)
- Srebrny Krzyż Zasługi